# Джон Пітер Рассел
Джон Пітер Рассел (англ. John Peter Russell 16 червня, 1858 — 22 квітня, 1930) — австралійський художник-імпресіоніст.

## Життєпис. Ранні роки
Батько був інженером за фахом, шотландцем за походженням. Мати походила з Лондона. Родина була заможною. Батько перебрався у Австралію, де згодом збагатився і став співвласником інженерної фірми. Син Джон Пітер народився у подружжя в Австралії. він виявив художні здібності ще в дитинстві, але за першим фахом був інженером, як батько.

## Багатий спадок і початок художньої кар'єри

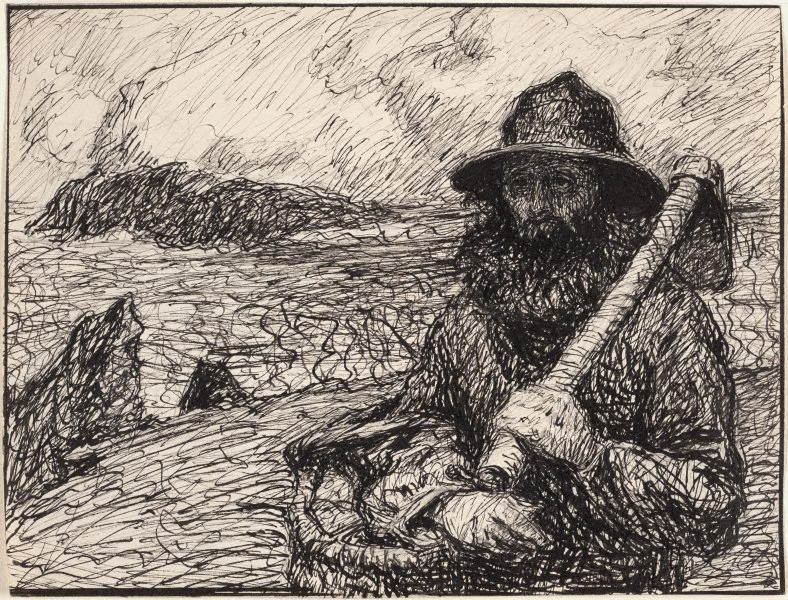
«Мій приятель Політ». Малюнок Дж. П. Рассела.

По смерті бтька 1879 року 20-річний Джон Пітер Рассел став спадкоємцем значних родинних коштів і покинув інженерну галузь, вирішивши стати художником. Джон Пітер перебрався у Англію, де 1881 року влаштувався у Художню школу Слейда в місті Лондон. Перебування в школі розтяглося на сім років, бо заможний Джон Пітер нікуди не поспішав. Педагогом молодого художника був Альфонс Легро (1837—1911), французький митець, котрий 1863 року перебрався на житло у Лондон. Освіту після Лондона продовжив у Парижі в майстерні французького художнка Фернана Кормона (1845—1924), відомого представника французького академізму. В різні роки в майстерні Фернана Кормона навчались або стажувались абсолютно не схожі на нього Анрі Тулуз Лотрек, Еміль Бернар, Ежен Бош, Луї Анкетан, Вінсент ван Гог, декілька майстрів із Російської імперії — Емануель Мане-Кац, Ісак Батюков, Віктор Борисов-Мусатов, Микола Реріх.
Первісні твори Джона Пітера — виконані у темнуватій колористичній гамі і в реалістичній манері, що нагадувала твори Гюстава Курбе і другорядних майстрів Франції середини 19 ст. («Розквітлі дерева мигдалю і руїни. Сицилія», 1887 р.)

## Приятелювання з ван Гогом

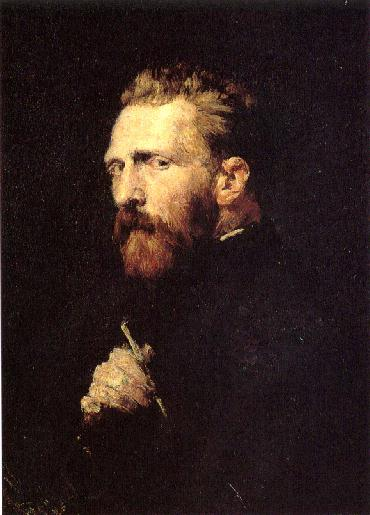
Джон Пітер Рассел. «Портрет ван Гога», 1886 р. Музей ван Гога, Амстердам.

Перебування в єдиній майстерні Фернана Кормона сприяло знайомству і зближенню Рассела та голландця Вінсента ван Гога. Їх приятелювання в свою чергу сприяло створенню портрета ван Гога, виконаному Расселом у темнуватій колористичній гамі 1886 року. Але багатий Рассел не підтримував бідняка ван Гога матеріально, що бідкався усе життя.
Рассел подав ван Гога в портреті з атрибутом художників — пензлем у руці, але в дещо елегантній позі як дрібного підприємця, котрим ван Гог практично не був або був вимушено надто короткий термін під час праці у фірмі Гупіль.
Життєві шляхи Рассела та ван Гога розійшлись, але залишилось листування. Вінсент ван Гог надіслав Расселу 1888 року також дванадцять власних малюнків, аби показати свої творчі здобутки. Портрет роботи Джона Пітера був збережений і перевезений до Голландії. На кінець 20 століття зберігається у Музеї ван Гога у Амстердамі.
Знайомство з творами французьких імпресіоністів докорінно змінило художню техніку Джона Пітера, котрої він буде дотримуватись десятиліттями. З роками вона ставала все більш неохайною.

## Відмова від меценатів, виставок і «Замок англійця»
Джон Пітер усамітнився на західному узбережжі Франції у районі Бель-Іль. Вибудував там помешкання і одружився з італійкою. Місцеві мешканці назвали резиденцію Рассела — «Замок англійця». Статки дозволили жити спокійно. Він відмовився від будь-яких меценатів і не давав власні твори на виставки. Серед приятелів Рассела — Огюст Роден і Клод Моне, останній приїздив до Расела і вони разом працювали над тамтешніми краєвидами. Джон Пітер зібрав власну колекцію творів Еміля Бернара, Вінсента ван Гога, Поля Гогена. За свідченнями доньки, батько планував перевезти ці твори до Австралії, але їх подальша доля невідома.
Серед мистецьких творів «Замку англійця» був і бюст дружини Рассела, виконаний Огюстом Роденом. Багатий Рассел наказав відтворити погруддя дружини у сріблі.
До Рассела навідався молодий Анрі Матісс (формально — учень Гюстава Моро), а через рік прибув у замок вже його учнем. Надто смілива художня техніка Рассела помітно вплинула на техніку і Матісса.

## Наслідки депресії
Смерть дружини 1907 року обумовила депресію художника. Він поховав дружину біля замку у Бель Іль і знищив близько чотирьох сотень (400) власних картин і акварелей.
Про це довідався Огюст Роден, що знайшов для Рассела декілька заспокійливих слів у листі до Рассела: "Ваші твори будуть жити, я певен. Колись Ваші твори піднімуть до рівня, до котрого підняли твори наших приятелів Едуара Мане, Ренуара і Вінсента ван Гога ".

## Останні роки в Австралії
Рассел покинув Францію і перебрався в Австралію. Відомо, що він приятелював із австралійським художником Томом Робертсом, теж прихильником імпресіонізму.
Тео Проктор (1879—1966), двоюрідний брат Джона Рассела, котрий був помітною фігурою у місті Сідней та у тамтешньому колі багатіїв, зробив усе можливе для популяризації творів родича, що довго мешкав і працював у Франції.
Джон Пітер Рассел помер від серцевого нападу 1930 р. у Австралії.

## Вибрані твори
- «Розквітлі дерева мигдалю і руїни. Сицилія», 1887 р.
- «Мадам Сіслей на березі Луан на Морэ»
- «Білі півонії», натюрморт
- «Паскаль Маттіокко», батько дружини художника. бл. 1900 р.
- «Рибалка на узбережжі», 1900 р.
- «Мій приятель Політ», бл. 1900 р.

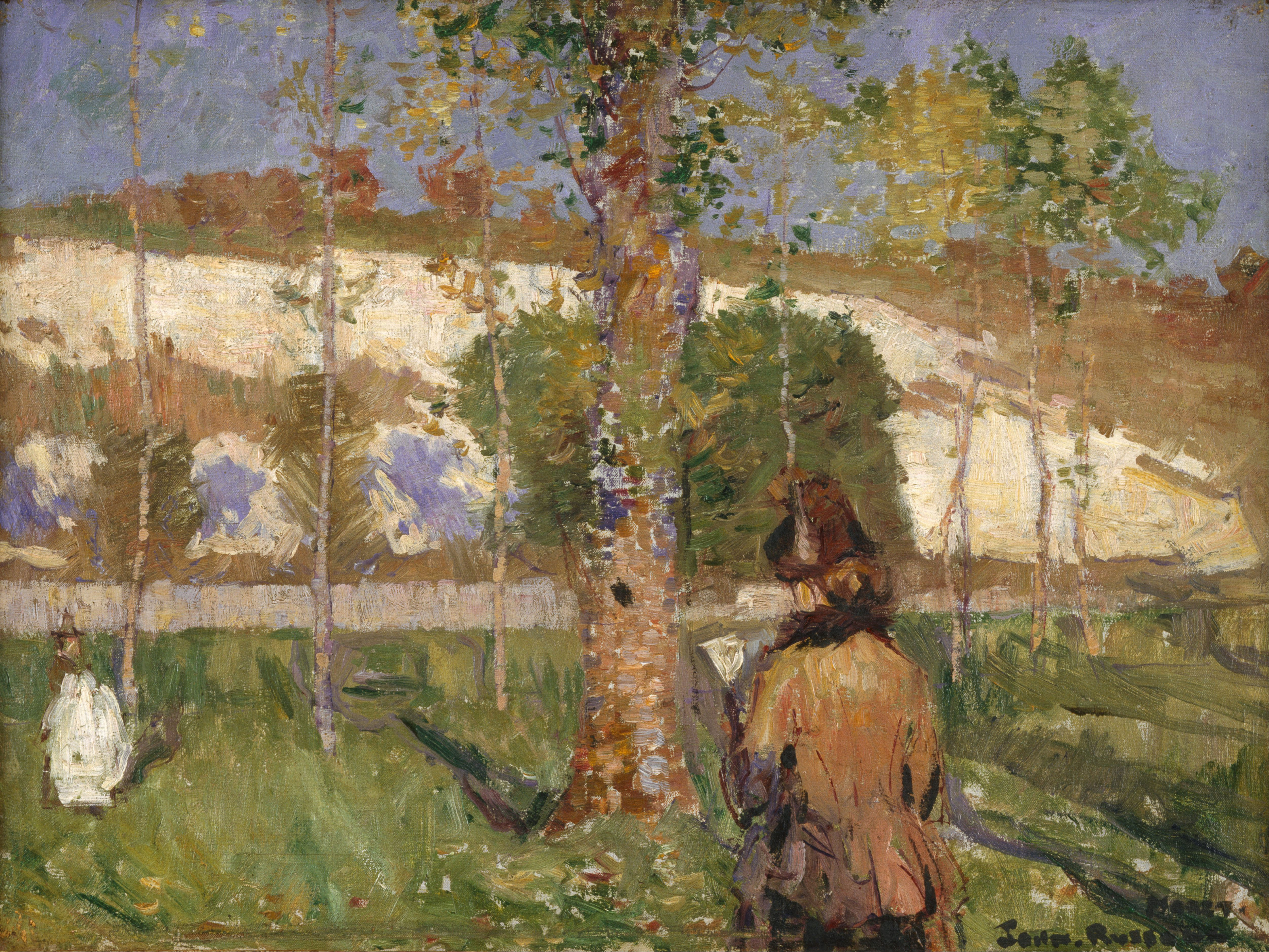
«Мадам Сіслей на березі Луан на Морэ», 1887 р. (?)
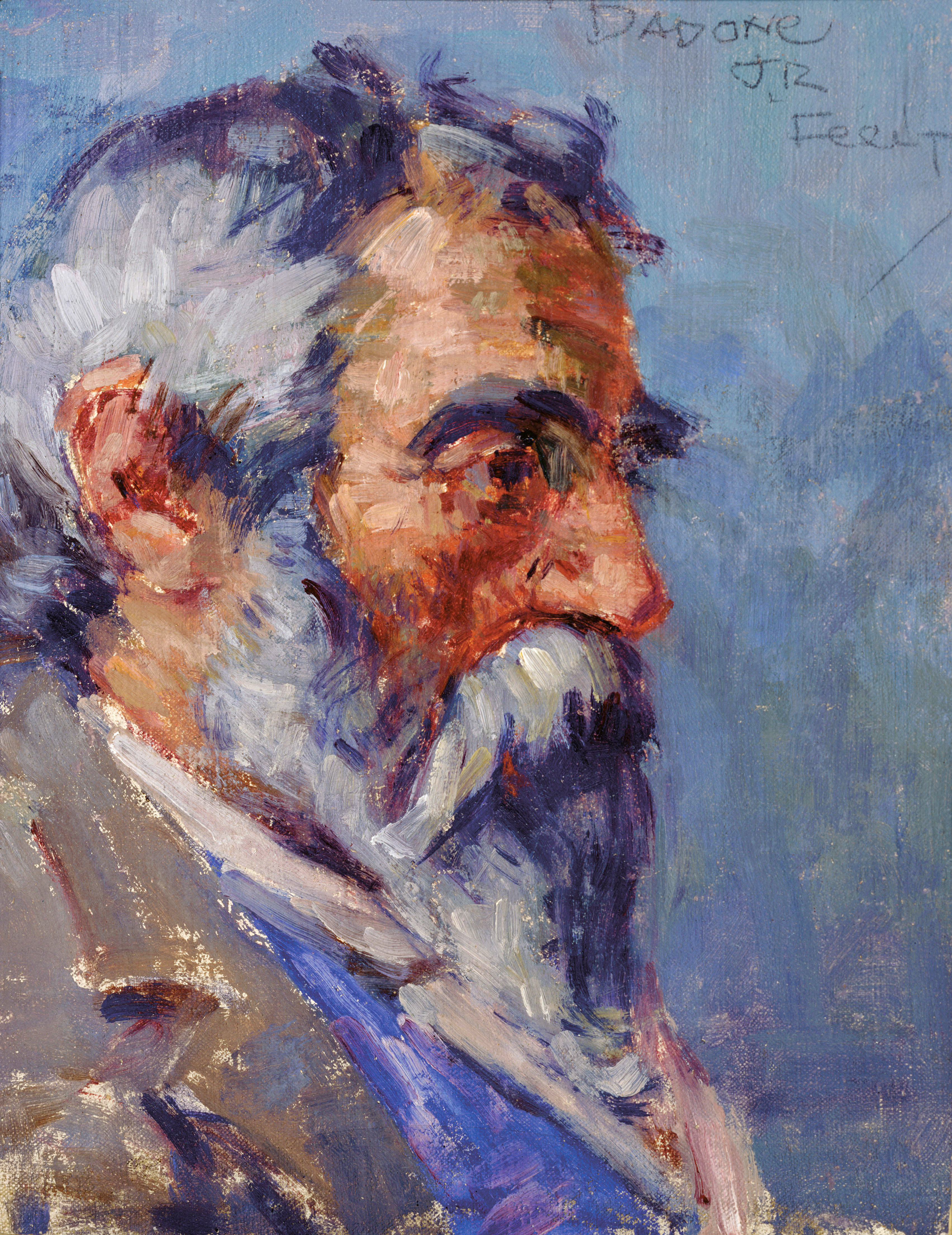
«Паскаль Маттіокко», батько дружини художника, бл. 1900 р.
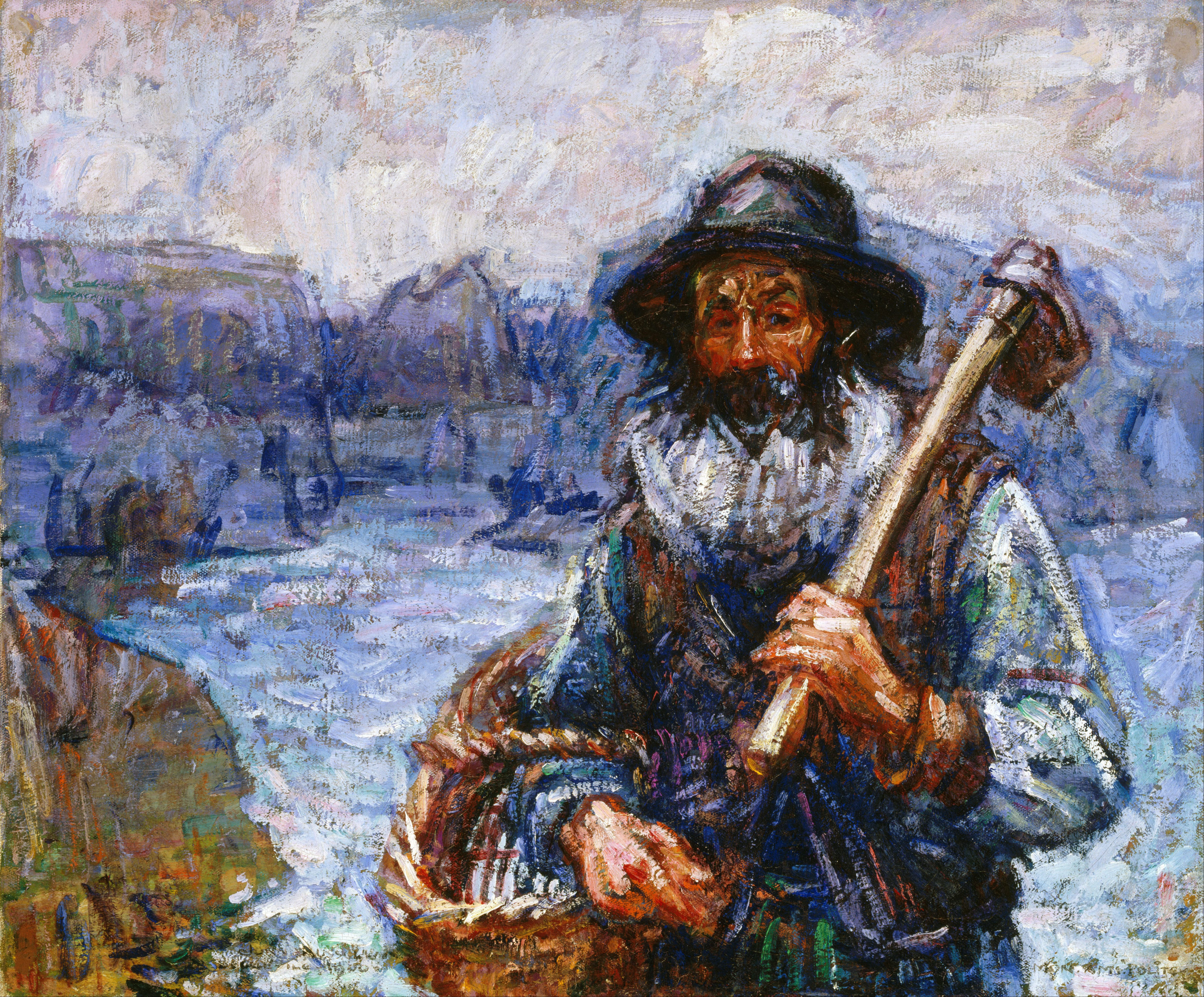
«Мій приятель Політ», бл. 1900 р.
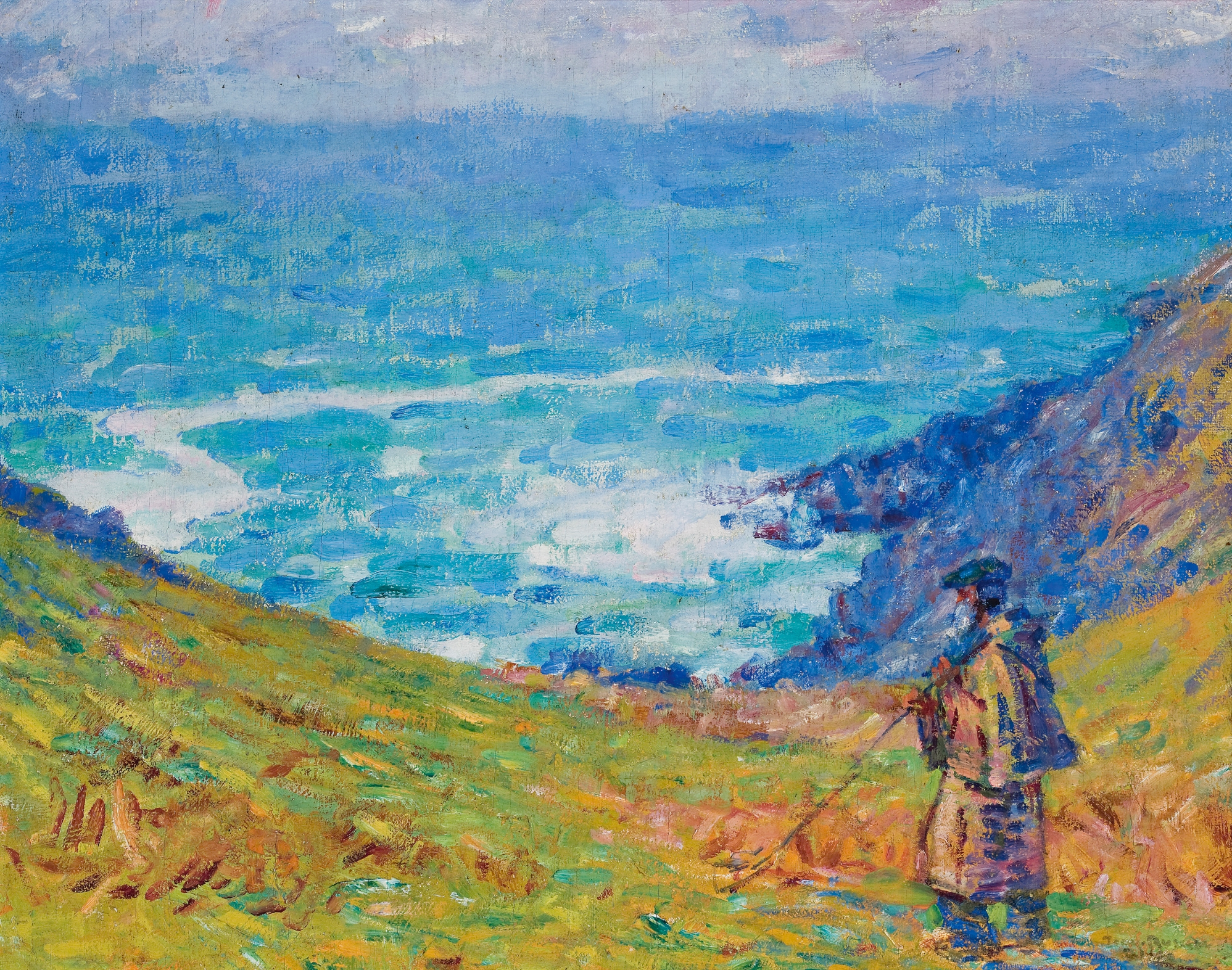
«Рибалка на узбережжі», 1900 р.